# Mluvčí práv dítěte (Polsko)
Mluvčí práv dítěte (polsky Rzecznik Praw Dziecka) je polský centrální úřad zřízený roku 2000, jehož úkolem je dohlížet na dodržování a ochranu dětských práv, zejména práva na život, zdraví, výchovu v rodině, dostačující sociální podmínky a právo na vzdělání.
Od roku 2001 je mluvčí práv dítěte volen na pětileté funkční období.
Řečníka schvaluje Sejm za souhlasu Senátu, a to na návrh maršálka Sejmu, maršálka Senátu, skupiny nejméně 35 poslanců nebo nejméně 15 senátorů.

## Úřad zastávali
- úřad neobsazen od 1. ledna 2000 (de facto od 31. ledna) do 8. června 2000
- Marek Piechowiak (8. června 2000 – 12. října 2000)
- úřad neobsazen
- Paweł Jaros (16. února 2001 – 16. února 2006; do 7. dubna 2006 dál plnil povinnosti úřadu)
- Ewa Sowińska (od 7. dubna 2006 do 30. června 2008)
- úřad neobsazen od 1. července 2008 do 25. července 2008
- Marek Michalak (od 25. července 2008 do 14. prosince 2013)
- Mikołaj Pawlak (od 14. prosince 2013; funkční období uplyne 14. prosince 2023)
- Monika Horna-Cieślak (od 14. prosince 2023)